# Conway Springs (Kansas)
Conway Springs é uma cidade localizada no estado americano de Kansas, no Condado de Sumner.

## Demografia
Segundo o censo americano de 2000, a sua população era de 1322 habitantes.
Em 2006, foi estimada uma população de 1233, um decréscimo de 89 (-6.7%).

## Geografia
De acordo com o United States Census Bureau tem uma área de
2,0 km², dos quais 2,0 km² cobertos por terra e 0,0 km² cobertos por água.

## Localidades na vizinhança
O diagrama seguinte representa as localidades num raio de 20 km ao redor de Conway Springs.